# José Luciano de Castro
José Luciano de Castro Pereira Corte-Real (Aveiro, Oliveirinha, 14 de Dezembro de 1834 – Anadia, 9 de Março de 1914), mais conhecido por Luciano de Castro, foi um advogado, jornalista e político que se notabilizou como um dos fundadores do Partido Progressista, ao qual presidiu a partir da morte de Anselmo José Braamcamp (1885). Foi deputado, ministro e presidente do Conselho de Ministros em diversas ocasiões, incluindo durante o ano de 1890, quando a 11 de Janeiro Portugal recebeu o ultimato britânico, do qual resultou a queda do seu governo e o início de uma longa crise política que desembocou na implantação da República Portuguesa a 5 de Outubro de 1910. Foi ainda par do Reino, conselheiro de Estado; director-geral dos Próprios Nacionais; vogal do Supremo Tribunal Administrativo e governador da Companhia Geral de Crédito Predial Português.
Alcunhado de "a velha raposa", foi certamente uma das mais proeminentes figuras da cena política portuguesa nas últimas três décadas da Monarquia Constitucional Portuguesa, à qual se manteve sempre fiel, mesmo após o seu derrube em 1910, e da qual era "representante de um poder que promiscuía política e finança numa rapina desenfreada aos recursos públicos — com o desfalcado Crédito Predial como arma do crime".

## Biografia
Luciano de Castro nasceu em Oliveirinha, concelho e distrito de Aveiro, filho secundogénito de Francisco Joaquim de Castro Pereira Corte-Real, da vila da Feira, ligado à família Fijô e último Senhor do Morgado da Casa da Oliveirinha, membro da Junta Governativa de Aveiro e presidente da Câmara Municipal daquela cidade, e de sua mulher Maria Augusta de Meneses da Silva e Castro. Descendia assim de uma família aristocrática que, pela linha materna, se cruzava com a do marquês de Pombal e, pela linha paterna, descendia do 1.° Conde da Feira e era colateral do 1.° Conde de Fijô. Foi irmão mais novo de Francisco de Castro Matoso da Silva Corte-Real, magistrado e político, e tio de Augusto de Castro, jornalista e político do Estado Novo.
Tendo declarado a sua data de nascimento como sendo 1833 em vez de 1835, o ano em que realmente nascera, completou estudos secundários em Aveiro e obteve um ingresso precoce na Universidade de Coimbra, em cujo curso de Direito se matriculou no ano lectivo de 1849–1850. Em 1852 foi iniciado na Maçonaria, na loja Pátria e Caridade, com o nome simbólico de Washington.
Formou-se bacharel pela Faculdade de Direito da Universidade de Coimbra em 1854, com apenas 19 anos de idade, dedicando-se em seguida à advocacia, ao jornalismo e à política. Nesse mesmo ano de 1854, apesar de ainda não ter perfeito o requisito constitucional de ter 21 anos de idade, graças à falsificação que lhe permitira o ingresso antecipado na Universidade, foi eleito deputado pelo círculo plurinominal da Feira, sendo com toda a probabilidade o mais jovem parlamentar eleito de todo o período monárquico português.
Ainda estudante colaborou durante alguns anos no Observador e no Conimbricense, de Coimbra, e no Campeão do Vouga, de Aveiro.
A partir de 1858 passou a viver na cidade do Porto, onde colaborou com o Nacional, Comércio do Porto e Jornal do Porto. Escreveu ainda para a Gazeta do Povo, País e Progresso, todos de Lisboa. Fez parte do grupo fundador de alguns desses periódicos e, em colaboração com o António Alves da Fonseca, nomeadamente fundou a revista de jurisprudência intitulada O Direito, de que foi o primeiro director.
Como ministro e como deputado, desde 1854, apresentou às cortes diferentes propostas e projectos de lei, conforme consta do Diário das Sessões da Câmara dos deputados, acompanhados de relatórios importantes. Pertenceu a grande número de comissões parlamentares e extraparlamentares.
O seu primeiro livro intitula-se Questão das subsistências e foi impresso na Tipografia Universal, de Lisboa, em 1856, quando ainda era um jovem deputado, com 21 anos de idade, embora já colaborasse activamente em vários jornais políticos. Dedicou a obra a António Rodrigues Sampaio, mostra nela a firmeza de princípios e a fé patriótica que, por mais de meio século, marcou a sua carreira pública.
Casou em 1865 com Maria Emília Cancela Seabra, filha de Alexandre Ferreira de Seabra, advogado, jurisconsulto e presidente da Câmara Municipal de Anadia, que seria autor de um projecto de Código de Processo Civil concluído em 1869. Na sequência do casamento, radicou-se em Anadia, estabelecendo por essa via grande ligação ao mundo vinhateiro. A sua presença na região atraiu muitas das mais altas personalidades da política da época à Bairrada e a Aveiro, o que aliado ao seu interesse por projectos locais trouxe vantagens para o desenvolvimento regional, salientando-se, entre as maiores realizações que apoiou, a construção do Palace Hotel, no Buçaco.
Foi pela primeira vez chamado a integrar um governo quando o duque de Loulé o convidou para o cargo de Ministro da Justiça e Cultos do terceiro governo do Partido Histórico e 30.º da Monarquia Constitucional Portuguesa, tendo tomado posse a 11 de Agosto de 1869 e mantendo-se no cargo até à queda daquele executivo a 20 de Maio de 1870.
Das múltiplas intervenções que fez sobre temas eclesiásticos e dos quais era na altura o seu maior responsável do governo, foi sempre fiel a uma visão regalista (oposta ao ultramontanismo), segundo a qual a religião e o clero deviam estar ao serviço do poder legítimo, instruindo os cidadãos nos preceitos da moral e na obediência às leis.
Foi também um dos primeiros políticos portugueses a defender claramente o rotativismo e a necessidade de consolidar o sistema partidário, ao declarar a 13 de Janeiro de 1871, em plena Câmara dos Deputados e em resposta a Fontes Pereira de Melo, que ‘’é necessário que se organizem dois partidos, somente; um — mais ou menos conservador, e outro — mais ou menos avançado’’. Este entendimento fez dele, a partir dessa época e até ao fim da Monarquia, um dos pólos do sistema de poder em Portugal, dominando mesmo a fase crepuscular do regime. Com fina ironia, mas retratando a posição de charneira que assumiria, Camilo Castelo Branco já em 1869 afirmava: É um desses homens que têm um destino fadado lá em cima, uma missão arrojada a cumprir cá em baixo: um caminho de glória a seguir para a esquerda, um capitólio de mexilhões cristalizados a chamá-lo para a direita.
Voltou ao executivo com a pasta de Ministro do Reino a 1 de Junho de 1879 no primeiro governo do Partido Progressista presidido por José Anselmo Braamcamp, nele permanecendo até 25 de Março de 1881. A pasta do Reino era tradicionalmente a mais importante do executivo, o que dá uma medida do capital político que já granjeara. Como ministro apresentou em 4 de Fevereiro de 1880 uma proposta de lei sobre a responsabilidade ministerial, que não chegou a ser discutida na Câmara dos Pares, apesar de aprovada na Câmara dos Deputados.
Em 1876 foi um dos fundadores do Partido Progressista, partido a que presidiria após a morte de Anselmo José Braamcamp, ocorrida em 1885. Assumiu a liderança dos progressistas a 10 de Dezembro daquele ano, com o apoio de Henrique de Barros Gomes e Joaquim Pedro de Oliveira Martins e a oposição de Emídio Navarro e Mariano Cirilo de Carvalho.
Foi pela primeira vez chamado a formar governo, assumindo as funções de Presidente do Conselho de Ministros, a 20 de Fevereiro de 1886, mantendo-se no cargo até 14 de Janeiro de 1890, acumulando a pasta de Ministro do Reino. Para os padrões da política portuguesa da época foi um governo duradouro, tendo durante o mandato vencido as eleições gerais de 6 de Março de 1887 (113 deputados) e de 20 de Outubro de 1889.

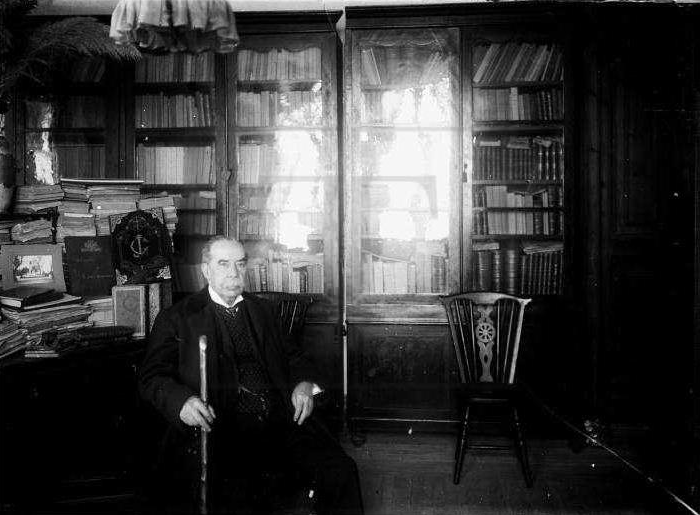
José Luciano de Castro no seu gabinete de trabalho.

Foi nomeado par do reino em 1887, tomando assento na respectiva câmara a 21 de Abril desse ano.
Foi chamada pela segunda vez à chefia do governo a 7 de Fevereiro de 1897, tendo permanecido no poder até 25 de Junho de 1900. Estabeleceu como objectivos do seu governo assegurar a escrupulosa administração dos dinheiros públicos e impedir que as receitas do Estado sejam aplicadas, no todo ou em parte, por modo diverso do que determinam os preceitos legais.
Por decreto de 20 de Outubro de 1904 foi nomeado para presidir ao Conselho de Ministros pela terceira e última vez. Governou entre 20 de Outubro de 1904 e 19 de Março de 1906, sem acumular qualquer pasta. Voltou a ser nomeado Presidente do Conselho de Ministros por decreto de 27 de Dezembro de 1905.
Entretanto fora nomeado para suceder a Fontes Pereira de Melo nas funções de governador da Companhia Geral do Crédito Predial Português, cargo que exerceu, alternando com as funções ministeriais, de 31 de Março de 1887 a 4 de Junho de 1910, data em que se demitiu na sequência de um grande escândalo financeiro, o último da Monarquia, que quase arruinou aquela empresa. Era o fim da carreira, a meses do fim do regime: a 5 de Outubro daquele ano é proclamada a república e Portugal e apesar da sua casa em Lisboa ter sido invadida, não foi molestado. Permaneceu em Lisboa algum tempo, em frágil estado de saúde, mas vendo o caso do Crédito Predial resolver-se de forma que lhe não foi inteiramente desfavorável. Doente, no Verão de 1913 partiu para a sua casa em Anadia, onde faleceu no ano seguinte.
Foi sócio correspondente da Real Academia de Jurisprudencia y Legislación, de Madrid, e sócio honorário da Associação dos Advogados de Lisboa. A sua ligação a Anadia é recordada no nome da unidade de saúde que serve aquela localidade, o Hospital de José Luciano de Castro.

### Nota autobiográfica
Em Julho de 1907, em plena ditadura de João Franco, em entrevista autobiográfica concedida a Luis Morote, do jornal madrileno Heraldo de Madrid, José Luciano de Castro traçou a seguinte descrição do seu próprio percurso político:
Entrei na política militante em 1854. Fui, pela primeira vez, deputado aos dezanove anos, notando que a Constituição exigia como idade legal, para pertencer ao Parlamento, a dos vinte e um. Mas naquele tempo, não havia registo civil, que só foi estabelecido mais tarde, em 1862, e nos registos paroquiais eu figurava como tendo nascido em 1833 e não em 1835, verdadeira data da minha vinda ao mundo. Meu pai, pertencente a uma antiga família, gozava de um certo número de privilégios, não sendo o menor o direito a uma capelania, que lhe permitia ter um capelão em sua casa. O capelão facultou-me meio de entrar no Liceu e, depois, na Universidade e aos dezanove anos eu era advogado e legislador. Deputado desde 1854 e par do reino vitalício, não me recordo bem desde que data, encontro-me, actualmente, aos setenta e dois anos de idade, tendo sido cinco vezes ministro e três presidente do conselho, sem a menor ambição, com o único desejo de que me deixem descansar e de que o Rei não me confira o pesado encargo da sua confiança para constituir governo. Fui, pela primeira vez, ministro da justiça em 1869, e, depois, ministro do reino em 1879, e presidente do conselho de ministros em 1886, em 1897 e em 1904. Sou o único político sobrevivente dos que governaram, dos que estiveram à frente de governos no reinado de D. Luís. Daqueles homens eminentes, em cujo exemplo aprendi, nenhum resta. Todos eles passaram, deixando o rasto luminoso dos seus períodos de grandeza e de poder: Fontes Pereira de Melo e Serpa Pimentel, no partido regenerador; o duque de Loulé e Anselmo Braamcamp, no partido progressista. Todos estes quatro foram chefes, foram caudilhos e os seus actos estão impressos na minha memória com respeito e admiração. Por morte de Braamcamp, sucedi-lhe na chefia do partido progressista. Dava-se isso em 1885 e em 1886 era eu chefe de governo, presidente de um ministério de homens ilustres e notáveis, dos mais preclaros políticos que existiam no país. Mariano de Carvalho, no ministério da Fazenda; Emídio Navarro, no ministério das Obras Públicas; Barros Gomes, no ministério dos Negócios Estrangeiros, auxiliaram-me na minha obra e, conquanto houvesse depois modificações no gabinete, foi essa uma época de glória e de prosperidade para a monarquia. Estive no governo quatro anos e meio, até que o ultimato de Inglaterra atirou com tudo a terra. Não é este o momento de falar disso. A história fará justiça ao nosso patriotismo, e, na realidade, já a está fazendo.

## Obras publicadas
Deixou uma larga obra jornalística e política dispersa por periódicos e ainda as seguintes monografias: 
- Questão das subsistências, Lisboa, 1856;
- Colecção da legislação reguladora dai liberdade de imprensa, Porto, 1859;
- Discurso pronunciado na sessão de 30 de Janeiro de 1863, na Câmara dos Senhores Deputados por ocasião da discussão da resposta ao discurso da Coroa, Lisboa, 1863;
- Providencias mais importantes publicadas pelo Ministério da Justiça em 1869-1870, Lisboa, 1870;
- Reforma da Carta : Proposta de Lei apresentada à Câmara pelos Senhores Deputados em sessão de 24 de Janeiro de 1872, Lisboa, 1872;
- Discursos proferidos na Câmara dos Senhores Deputados nas sessões de 16 e 18 de Março de 1872, Viana do Castelo, 1872;
- Partido progressista, exposição justificativa e programa, Lisboa, 1877;
- Propostas de lei apresentadas à Câmara dos Deputados nas sessões legislativas de 1880-1881, como Ministro do Reino, Lisboa, 1881;
- Reforma eleitoral: Relatório e projecto de lei apresentado na Câmara dos Deputados em 31 de Janeiro de 1882, Lisboa, 1882;
- Reforma eleitoral: Relatório e projecto de lei apresentado na Câmara dos Deputados em 6 de Abril de 1883, Lisboa, 1884;
- Legislação eleitoral anotada, Lisboa, 1884.